# Mitoura hesseli
Mitoura hesseli is een vlinder uit de familie van de Lycaenidae. De wetenschappelijke naam van de soort is voor het eerst geldig gepubliceerd in 1950 door Rawson & Ziegler.